# Castanopsis purpurea
Castanopsis purpurea ist eine in Südostasien vorkommende Baumart aus der Familie der Buchengewächse (Fagaceae). Die Nüsse sind essbar.

## Merkmale
Castanopsis purpurea ist ein immergrüner, bis zu 25 Meter hoher Baum. Der Stammdurchmesser erreicht bis über 50 Zentimeter.
Die kurz gestielten, leicht ledrigen und kahlen, ganzrandigen Laubblätter sind spitz bis zugespitzt, selten stumpf. Sie sind unterseits leicht bis schwach behaart.
Die Fruchtbecher (Cupulae) sind mit verzweigten, holzigen Stacheln besetzt. Sie bedecken teilweise die Haut des Fruchtbechers und sind dicht behaart. Die Fruchtbecher haben einen Durchmesser inklusive Stacheln von mindestens 4 Zentimeter. Sie sind ganzrandig und im inneren Bereich mit weichen, samtigen weißen Haaren besetzt. Der Fruchtstiel ist 2 bis 5 Millimeter lang. Die bis vier eiförmigen, kleinen Nüsse sind leicht behaart.
Blütezeit ist Februar bis November, meist März bis August. Die Fruchtreife erfolgt von Juli bis Oktober.

## Verbreitung und Standorte
Die Art ist in Thailand endemisch. Sie wächst in Tiefland-Regenwäldern, tieferen Berg-Wäldern, trockenen immergrünen Wäldern und gemischten laubwerfenden Wäldern häufig an Flüssen in 50 bis 1300 m Seehöhe, meist in 200 bis 800 m.

## Belege
- Chamlong Phengklai: A synoptic account of the Fagaceae of Thailand. In: Thai Forest Bulletin. 2006, Band 34, S. 53–175.
- Castanopsis purpurea in der Flora of Thailand.